# 외동중학교
외동중학교(外東中學校)는 대한민국 경상북도 경주시 외동읍 입실리에 있는 공립 중학교이다.

## 학교 연혁
- 1947년 9월 20일 : 외동고등공민학교 설립 인가
- 1951년 8월 8일 : 재단법인 외동중학교 설립 인가 (4학급)
- 1951년 8월 8일 : 초대 권태훈 교장 취임
- 1956년 7월 20일 : 공립학교 전환, 불국사중학교 교명 변경
- 1957년 3월 15일 : 외동중학교로 교명 변경
- 2003년 3월 1일 : 교육인적자원부지정 학교모형 정책 연구학교 운영(3년)
- 2013년 9월 1일 : 선진형 교과교실제 운영
- 2021년 3월 1일 : 14학급 편성(특수학급 1반 포함)
- 2021년 12월 24일 : 급식소 및 다목적 강당 신축
- 2022년 2월 18일 : 도서관 현대화 사업
- 2022년 9월 1일 : 제31대 류현수 교장 취임
- 2023년 2월 17일 : 학생 자치실 구축
- 2024년 1월 5일 : 제73회 졸업식(졸업생 101명, 총 졸업생 15,278명)
- 2024년 3월 4일 : 제76회 입학식(104명)

## 참고 자료
- 외동중학교 - 한국교육학술정보원 학교알리미